# Siemion Ginzburg
Siemion Zacharowicz Ginzburg (ros. Семён Захарович Гинзбург, ur. 4 listopada 1897 w Mińsku, zm. 15 maja 1993 w Moskwie) – radziecki architekt i polityk żydowskiego pochodzenia.
1915-1917 uczeń szkoły realnej w Penzie, w marcu 1917 wstąpił do SDPRR(b). 1917-1918 sekretarz Rady Delegatów Robotniczych i Żołnierskich w mieście Żizdra w guberni kałuskiej, 1918 kierownik Wydziału Informacyjnego Komitetu Wykonawczego Guberni Moskiewskiej, 1918-1919 kierownik oddziału Wydziału Politycznego 8 Armii, 1919-1921 wojskowy komisarz Akademii Wojskowo-Rolniczej. 1921-1926 studiował w Wyższej Szkole Technicznej w Moskwie, po czym został pomocnikiem głównego inżyniera na budowie centralnego telegrafu w Moskwie. 1928 brał udział w projektowaniu garażu Ludowego Komisariatu Poczt i Telegrafów ZSRR, 1930 kierował grupą budowlaną Ludowego Komisariatu Inspekcji Robotniczo-Chłopskiej ZSRR, 1932-1937 szef zarządu w Ludowym Komisariacie Przemysłu Ciężkiego ZSRR, 1937-1938 zastępca ludowego komisarza przemysłu ciężkiego ZSRR, 1938-1939 przewodniczący Komitetu ds. Budownictwa przy Radzie Komisarzy Ludowych ZSRR. 1930-1934 członek Centralnej Komisji Rewizyjnej WKP(b). Od 16 czerwca 1939 ludowy komisarz ds. budownictwa ZSRR, od 19 stycznia 1946 ludowy komisarz ds. Budownictwa Wojskowych i Wojskowo-Morskich Przedsiębiorstw ZSRR, od 15 marca 1946 minister budownictwa wojskowych i wojskowo-morskich przedsiębiorstw ZSRR, od 11 marca 1947 do 29 maja 1950 minister przemysłu materiałów budowlanych ZSRR. 1950-1951 zastępca ministra budowy przedsiębiorstw inżynieryjnych ZSRR, 1951-1955 I zastępca ministra przemysłu naftowego ZSRR, 1955-1957 I zastępca ministra budownictwa przedsiębiorstw przemysłu naftowego ZSRR, 1957-1963 zastępca przewodniczącego Państwowego Komitetu Budownictwa ZSRR, 1963-1970 przewodniczący Banku Budowlanego ZSRR, od lipca 1970 na emeryturze. Deputowany do Rady Najwyższej ZSRR 1 i 2 kadencji. Pochowany na cmentarzu Nowodziewiczym w Moskwie.

## Odznaczenia
- Order Lenina (pięciokrotnie)
- Order Rewolucji Październikowej
- Order Czerwonego Sztandaru Pracy
- Order Przyjaźni Narodów